# Panzergruppe West
Panzergruppe West foi um grupo de Exército da Alemanha na Segunda Guerra Mundial formado em 24 de Janeiro de 1944 na França a partir das tropas do General der Panzertruppen beim Oberbefehlshaber West. Foi designado 5º Exército Panzer em 5 de Agosto de 1944.

## Comandantes
- General der Panzertruppe Leo Freiherr Geyr von Schweppenburg (24 Janeiro 1944 - 2 Julho 1944)
- General der Panzertruppe Heinrich Eberbach (3 Julho 1944 - 5 Agosto 1944)

## Chiefs of Staff
- Generalmajor Sigismund-Hellmuth Ritter und Edler von Dawans (24 Janeiro 1944 - 10 Junho 1944) (KIA)
- Generalleutnant Alfred Gause (15 Junho 1944 - 5 Agosto 1944)

## Oficiais de Operações
- Major Burgsthaler (1944-10 Junho 1944) (KIA)
- Major Wilhelm Oxenius (20 Junho 1944-25 Junho 1944)
- Major Ernst-August Freiherr von Rotberg (25 Junho 1944-5 Agosto 1944)

## Área de Operações
- França e Normandia (Fevereiro 1944 - Agosto 1944)

## Ordem de Batalha

### Junho de 1944
- LXXXVI Corpo de Exército
- 346ª Divisão de Infantaria
- 711ª Divisão de Infantaria
- Werfer-Brigade 7
- Kampfgruppe Luck
- I. SS-Panzerkorps
- 12. SS-Panzer-Division “Hitler Jugend”
- 21ª Divisão Panzer
- Panzer-Lehr-Division

### 15 de Julho de 1944
- LXXXVI Corpo de Exército
- 711ª Divisão de Infantaria
- 346ª Divisão de Infantaria
- 16. Feld-Division (L)
- 12. SS-Panzer-Division “Hitler Jugend”
- 21ª Divisão Panzer
- I. SS-Panzerkorps
- 1ª Divisão SS Leibstandarte SS Adolf Hitler
- 272ª Divisão de Infantaria
- II. SS-Panzerkorps
- 10. SS-Panzer-Division “Frundsberg” (parte)
- 271ª Divisão de Infantaria
- 9ª Divisão Panzer SS Hohenstaufen
- 277ª Divisão de Infantaria
- 10. SS-Panzer-Division “Frundsberg” (parte)
- XXXXVII Corpo de Exército
- 276ª Divisão de Infantaria
- 2ª Divisão Panzer

## Ligações Externas
- Feldgrau
- Axis History
- Lexikon der Wehrmacht